# Listă de filme SF de acțiune
Aceasta este o listă de filme notabile în genurile științifico-fantastic și de acțiune în ordine alfabetică (după titlul original):

## 0-9
- 2012
- 3 Dev Adam
- 40 Days and Nights
- The 6th Day
- The 10th Victim
- 1990: The Bronx Warriors
- 2009 Lost Memories
- 2019, After the Fall of New York

## A
- The Adjustment Bureau
- Adrenalin: Fear the Rush
- The Adventures of Buckaroo Banzai Across the 8th Dimension
- The Adventures of Pluto Nash
- AE: Apocalypse Earth
- Æon Flux
- After Earth
- The Aftermath
- Alien Arsenal
- Alien Hunter
- Alien Nation
- Aliens
- Alien vs. Predator
- Aliens vs. Predator: Requiem
- The Amazing Spider-Man
- The Amazing Spider-Man 2
- The Amazing Spider-Man 3
- American Warships
- Android Cop (2014)
- Andy Colby's Incredible Adventure
- The Angry Red Planet
- Ant-Man (film)
- Armageddon
- Atragon
- Avatar (2009)
- The Avengers
- Avengers Confidential: Black Widow & Punisher
- Avengers: Age of Ultron
- Abraxas, Guardian of the Universe
- Acción mutante
- Alien Agent
- Alien vs Ninja
- Alienator
- Alive (2002 film)
- American Cyborg: Steel Warrior
- Android (film)
- Andromedia
- Appleseed (film)
- Appleseed Ex Machina
- Armageddon (1997 film)
- Atlantic Rim (film)
- Attack the Block
- Avatar (2004 film)

## B
- Barb Wire (film)
- Battle Beyond the Stars
- Battle for the Planet of the Apes
- Battle of Los Angeles (film)
- Battle of the Damned
- Battle: Los Angeles
- Battlefield Earth (film)
- Battleship (film)
- Beastmaster III: The Eye of Braxus
- Ben 10: Destroy All Aliens
- Ben 10: Secret of the Omnitrix
- Beneath the Planet of the Apes
- Beowulf (1999 film)
- The Black Hole
- The Book of Eli
- Buck Rogers (serial)
- Buck Rogers in the 25th Century (film)
- Battle in Outer Space
- Be Forever Yamato
- Ben 10: Race Against Time
- Black Lightning (2009 film)
- Black Mask 2: City of Masks
- Blade II
- Burst City
- Black Mask (film)
- Black Mask 2: City of Masks
- Blade (film)
- Blade II
- Bloodfist 2050

## C
- Captain America (1979 film)
- Captain America (1990 film)
- Captain America II: Death Too Soon
- Captain America: The First Avenger
- Captain America: The Winter Soldier
- The Cave (film)
- Chappie (film)
- Cherry 2000
- The Chronicles of Riddick
- The Chronicles of Riddick: Dark Fury
- Cloverfield
- Congo (film)
- Conquest of the Planet of the Apes
- The Core
- Crash and Burn (film)
- Crash of the Moons
- The Crazies (1973 film)
- Crime Zone
- Cyborg (film)
- Cyborg 2
- Cyborg 3: The Recycler
- Cyborg Cop II
- Cyborg Nemesis
- Cyborg Soldier
- Cyclone (1987 film)
- Casshern (film)
- The Cat (1992 film)
- Çilgin kiz ve üç süper adam
- Circuitry Man
- City Under Siege (film)
- Cowboy Bebop: The Movie
- Crossworlds
- CyberTracker (film)
- Cyborg Cop

## D
- D.A.R.Y.L.
- D4 (film)
- Daredevil (film)
- The Darkest Hour (film)
- Darkman
- Darkman II: The Return of Durant
- Darkman III: Die Darkman Die
- Dawn of the Planet of the Apes (2014)
- Dead Space (film)
- The Death of the Incredible Hulk
- Death Race 2000
- Deathsport
- DeepStar Six
- Déjà Vu (2006 film)
- Demolition Man (film)
- Denizen (film)
- District 9
- DNA (film)
- Dollman (film)
- Dollman vs. Demonic Toys
- Doom (film)
- Doomsday (film)
- Downstream (2010 film)
- Dragonball Evolution
- Dune (film)
- Dead End Drive-In
- Dead Leaves
- Dead or Alive: Final
- Death Machine
- Deathline
- Deathsport
- Demolition Man (film)
- Displaced (2006 film)
- DOA: Dead or Alive
- Dredd
- Dünyayı Kurtaran Adam
- Daigoro vs. Goliath
- Daikaijū Tōkyō ni arawaru
- Daikyojū Gappa
- Daimajin (1966 film)
- Deep Sea Monster Reigo
- Destroy All Monsters
- Dogora

## E
- Eagle Eye
- Elektra (2005 film)
- Eliminators
- Elysium (film)
- Ender's Game (film)
- Enemy Mine (film)
- Equilibrium (film)
- Escape from L.A.
- Escape from Mars
- Escape from New York
- Escape from the Planet of the Apes
- Expect No Mercy (film)
- Electric Dragon 80.000 V
- The End of Evangelion
- Endgame (1983 film)
- Enthiran
- Escaflowne (film)
- Escape from the Bronx
- Eve of Destruction (film)

## F
- Fantastic Four (film)
- The Fantastic Four (film)
- Fantastic Four: Rise of the Silver Surfer
- Fantastic Voyage
- Final Fantasy: The Spirits Within
- Firehead
- Fist of the North Star (1995 film)
- Flash Gordon (film)
- Flash Gordon (serial)
- Flash Gordon Conquers the Universe
- Flash Gordon's Trip to Mars
- Flash Gordon: The Greatest Adventure of All
- Forbidden Planet
- Freejack
- Future Cops
- Future Force (film)
- Future War
- Futureworld
- The Fanimatrix
- Far Cry (film)
- Farewell to Space Battleship Yamato
- The Fifth Element
- Final Fantasy VII: Advent Children
- Final Yamato
- Fortress (1992 film)
- Fortress 2: Re-Entry
- Full Metal Yakuza
- Future X-Cops
- Firebreather (film)
- Frankenstein Conquers the World

## G
- G.I. Joe: Retaliation
- G.I. Joe: The Rise of Cobra
- Gamer (film)
- Gen¹³ (film)
- The Gene Generation
- Generation X (film)
- Ghost in the Machine (film)
- Ghosts of Mars
- Godkiller (serie)
- Godzilla (2014 film)
- Gravity (film)
- The Green Goblin's Last Stand
- Green Lantern (film)
- Guardians of the Galaxy (film)
- The Guyver
- Guyver: Dark Hero
- Gamera (serie de filme)
- Godzilla (serie de filme)
- Gunhed (film)
- Gamera (film)
- Gamera 2: Attack of Legion
- Gamera the Brave
- Gamera vs. Barugon
- Gamera vs. Guiron
- Gamera vs. Gyaos
- Gamera vs. Jiger
- Gamera vs. Viras
- Gamera vs. Zigra
- Gamera: Guardian of the Universe
- Gamera: Super Monster
- Ghidorah, the Three-Headed Monster
- Godzilla (1954 film)
- Godzilla (1977 film)
- Godzilla (2014 film)
- Godzilla 1985
- Godzilla 2000
- Godzilla Against Mechagodzilla
- Godzilla Raids Again
- Godzilla vs. Biollante
- Godzilla vs. Destoroyah
- Godzilla vs. Gigan
- Godzilla vs. Hedorah
- Godzilla vs. King Ghidorah
- Godzilla vs. Mechagodzilla
- Godzilla vs. Mechagodzilla II
- Godzilla vs. Megaguirus
- Godzilla vs. Megalon
- Godzilla vs. Mothra
- Godzilla vs. SpaceGodzilla
- Godzilla vs. the Sea Monster
- Godzilla, King of the Monsters!
- Godzilla, Mothra and King Ghidorah: Giant Monsters All-Out Attack
- Godzilla: Final Wars
- Godzilla: Tokyo S.O.S.
- Gorath

## H
- Hardwired (film)
- The Hidden (film)
- Hulk (film)
- Hulk Vs
- Hard to Be a God (1989 film)
- Health Warning
- Heatseeker (film)
- Heavy Metal 2000
- Hirokin

## I
- I Am Number Four (film)
- I Come in Peace (Dark Angel)
- I, Robot
- Ignition
- Impostor
- In Time
- The Incredible Hulk
- The Incredible Hulk Returns
- Independence Day (Ziua Independenței, 1996)
- Interceptor Force 2
- Infinit  (2021)
- The Iron Giant
- The Invincible Iron Man
- Iron Man
- Iron Man 2
- Iron Man 3
- Iron Man: Rise of Technovore
- The Island (2005)
- Invasion of Astro-Monster

## J
- Judge Dredd (film)
- Judgment Day (1999 film)
- Jurassic Park (film)
- Jurassic Park III
- Jurassic World
- Justice League of America (TV film)
- JLA Adventures: Trapped in Time
- Justice League: Crisis on Two Earths
- Justice League: Doom
- Justice League: The Flashpoint Paradox
- Justice League: The New Frontier
- Justice League: War
- Johnny Mnemonic (film)

## K
- The King of Fighters (film)
- Knights (film)
- Kamen Rider Den-O: I'm Born!
- Karate Cop
- Krull (film)
- King Kong Appears in Edo
- King Kong evadează
- King Kong vs. Godzilla

## L
- Land of Doom
- The Last Starfighter
- The Lawnmower Man (film)
- Lego Batman: The Movie – DC Super Heroes Unite
- Left Behind (2014 film)
- Leviathan (1989 film)
- Logan's Run (film)
- Lost in Space (film)
- The Lost World: Jurassic Park
- Last Order: Final Fantasy VII
- Lego Star Wars: Bombad Bounty
- Lego Star Wars: The Quest for R2-D2
- Lockout (film)

## M
- Man of Steel (film)
- Manhunt in Space
- Manticore (film)
- The Matrix
- The Matrix Reloaded
- The Matrix Revolutions
- Max Steel (film)
- Megafault
- Mega Shark vs. Crocosaurus (2010)
- Mega Shark vs. Mecha Shark (2014)
- Memory Run
- Men in Black (film)
- Men in Black II
- Meteor (film)
- Meteor Apocalypse
- The Meteor Man (film)
- Meteor Storm
- Mighty Morphin Power Rangers: The Movie
- Minority Report (film)
- Mission to Mars
- Moon 44
- Mortal Kombat (film)
- Mortal Kombat: Annihilation
- Mothra (serie de filme)
- Mutant (film)
- Mad Max 2
- Mad Max: Fury Road
- Man of Steel (film)
- Max Knight: Ultra Spy
- Megaforce
- Memories (1995 film)
- Message from Space
- Metal Gear Solid: Philanthropy
- Metropolis (2001 film)
- Das Millionenspiel
- Moon Child (2003 film)
- Moonraker (film)
- Mutant Chronicles (film)
- The Magic Serpent
- Mirai Ninja (film)
- The Monster X Strikes Back/Attack the G8 Summit
- Mothra (film)
- Mothra vs. Godzilla
- The Mysterians

## N
- Nazis at the Center of the Earth
- Nemesis (film)
- Nemesis 2: Nebula
- Nemesis 3: Prey Harder
- Nemesis 4: Death Angel
- Next Avengers: Heroes of Tomorrow
- Night of the Comet
- No Escape (1994 film)
- Nation Awakes
- Natural City
- The New Barbarians
- Night Is Day
- Negadon: The Monster from Mars

## O
- The Omega Man
- The One (2001 film)
- Outbreak (film)
- Outlander (film)
- Omega Doom
- Outland (film)

## P
- Pacific Rim (film)
- Paycheck (film)
- The Philadelphia Experiment (film)
- Pitch Black (film)
- Planet of the Apes (1968 film)
- Planet of the Apes (2001 film)
- Planet Hulk (film)
- Popeye Meets the Man Who Hated Laughter
- Post Impact
- The Postman (film)
- Prayer of the Rollerboys
- Predator (film)
- Predator 2
- Predators (film)
- Priest (2011 film)
- Project Shadowchaser
- Project Shadowchaser II
- Project Shadowchaser III
- Project Shadowchaser IV
- Prometheus (2012 film)
- Prototype (1992 film)
- Push (2009 film)
- Philadelphia Experiment II
- The Philadelphia Experiment (film)
- Plughead Rewired: Circuitry Man II
- Pterodactyl (film)
- The Purifiers

## Q
- The Quick and the Undead

## R
- R.O.T.O.R.
- Race (2007 film)
- Raptor Island
- Real Steel
- Replicant (film)
- Repo Men
- Resident Evil: Retribution
- Retroactive (film)
- Return to Frogtown
- Revenge Quest
- Riddick (film)
- Rise of the Planet of the Apes
- RoboCop (2014 film)
- RoboCop 2
- Robot Jox
- Robot Wars (film)
- Rock Monster
- Rollerball (1975 film)
- Runaway (1984 film)
- The Running Man (Justiția viitorului) (1987)
- Ra.One
- Ravagers (1979 film)
- Resident Evil: Afterlife
- Resident Evil: Apocalypse
- Resident Evil: Extinction
- Resurrection of the Little Match Girl
- The Return of Swamp Thing
- Returner
- Reversion (film)
- RoboGeisha
- Rollerball (2002 film)
- Rebirth of Mothra
- Rebirth of Mothra II
- Rebirth of Mothra III
- The Return of Godzilla
- Rodan (film)

## S
- S.S. Doomtrooper
- The Scam Artist
- Scorcher (film)
- Screamers (1995 film)
- Serenity (film)
- Silent Rage
- Six: The Mark Unleashed
- Soldier (1998 American film)
- Source Code
- Space Marines (film)
- Space Raiders (film)
- Special (film)
- Spider-Man (1977 film)
- Spider-Man (2002 film)
- Spider-Man 2
- Spider-Man 3
- Star Trek
- Star Trek II: The Wrath of Khan
- Star Trek III: The Search for Spock
- Star Trek Into Darkness
- Star Wars
- Star Wars (film)
- Star Wars Episode I: The Phantom Menace
- Star Wars Episode II: Attack of the Clones
- Star Wars Episode III: Revenge of the Sith
- Star Wars Episode VII
- Star Wars: The Clone Wars (film)
- Starcrash
- Stargate
- Stargate: The Ark of Truth
- Stargate (film)
- Stargate Extinction
- Stargate: Revolution
- Steel and Lace
- Steel Dawn
- Steel Frontier
- Strange Invaders
- Street Fighter (1994 film)
- Super 8 (film)
- Super Shark
- Surrogates
- Saga of a Star World
- Samurai Princess
- Samurai Sentai Shinkenger vs. Go-onger: GinmakuBang!!
- Scanners
- Scanners II: The New Order
- Scanners III: The Takeover
- Sci-Fighters
- Science Ninja Team Gatchaman: The Movie
- Slipstream (1989 film)
- Shocking Dark
- So Close
- Solo (1996 film)
- Son of Batman
- Space Battleship Yamato (1977 film)
- Space Battleship Yamato: Resurrection
- Specter (film)
- Split Second (1992 film)
- Star Trek V: The Final Frontier
- StrayDog: Kerberos Panzer Cops
- The Super Inframan
- Son of Godzilla
- Space Amoeba

## T
- Tank Girl (film)
- TC 2000 (film)
- Teenage Mutant Ninja Turtles (1990 film)
- Teenage Mutant Ninja Turtles (serie de filme)
- Teenage Mutant Ninja Turtles II: The Secret of the Ooze
- Teenage Mutant Ninja Turtles III
- Tekken (2010 film)
- Terminator (franciză):
- Terminator 2: Judgment Day
- Terminator 3: Rise of the Machines
- Terminator Salvation
- The Terminator
- Terminator: Genesis
- They Live
- The Time Machine (2002 film)
- Timecop
- Timecop 2: The Berlin Decision
- Timeline (film)
- Timequest (film)
- Timerider: The Adventure of Lyle Swann
- TMNT (film)
- Total Recall (1990 film)
- Total Recall (2012 film)
- Trancers
- Trancers II
- Trancers III
- Transformers (film)
- Transformers: Age of Extinction
- Transformers: Dark of the Moon
- Transformers: Revenge of the Fallen
- The Transformers: The Movie
- The Trial of the Incredible Hulk
- Tron (film)
- Tron: Legacy
- Trucks (film)
- Turbo: A Power Rangers Movie
- Tamala 2010: A Punk Cat in Space
- Terminus (1987 film)
- Terror of Mechagodzilla
- Tetsuo II: Body Hammer
- Tetsuo: The Bullet Man
- Thunderbirds (film)
- THX 1138
- Titan A.E.
- Turkey Shoot (film)
- Twins Mission

## U
- Ultimate Avengers
- Ultimate Avengers 2
- The Ultimate Warrior (1975 film)
- Ultra Warrior
- Ultraviolet (film)
- Universal Soldier (1992 film)
- Universal Soldier: Day of Reckoning
- Universal Soldier: Regeneration
- Universal Soldier: The Return
- Universal Soldier II: Brothers in Arms
- Universal Soldier III: Unfinished Business

## V
- V for Vendetta (film)
- Vice (2015 film)
- Virtuosity
- The Void (film)
- Varan the Unbelievable
- Vendetta dal futuro
- Vexille
- Vice (2015 film)

## W
- War of the Worlds (2005 film)
- Warlords of the 21st Century
- Waterworld
- Wedlock (film)
- Westworld
- Wing Commander (film)
- The Wraith
- The Wolverine (film)
- War of the Robots (film)
- Warriors of the Year 2072
- The Wesley's Mysterious File
- What Waits Below
- Wonderful Days
- The War of the Gargantuas
- Wasei Kingu Kongu

## X
- The X-Files (film)
- The X-Files: I Want to Believe
- X-Men (serie de filme):
- X-Men (film)
- X-Men Origins: Wolverine
- X-Men: Days of Future Past
- X-Men: First Class
- X-Men: The Last Stand
- X2 (film)
- The X from Outer Space

## Y
- Young Ones (film)
- Yakuza Weapon
- Yamata no Orochi no Gyakushū
- Yamato: The New Voyage
- Yo-Yo Girl Cop

## Z
- Zeiram

## Legături externe
| Cuprins                                                                                                  |
| --- |
| A B C D E F G H I J K L M N O P Q R S T U V W X Y Z Partea de sus a paginii — Vezi și — Legături externe |